# Пролетарская революция и ренегат Каутский
«Пролета́рская револю́ция и ренега́т Ка́утский» — работа В. И. Ленина о социалистической революции и диктатуре пролетариата; в тексте ведется полемика с одним из лидеров II Интернационала Карлом Каутским, изложившим свои взгляды в брошюре «Диктатура пролетариата» (Вена, август 1918).

## История и описание
Книга Ленина была написана в октябре — ноябре 1918 года, в декабре вышла отдельным изданием в издательстве «Коммунист» в Москве. В предисловии Ленин указывал, что «… разбор ренегатских софизмов и полного отречения от марксизма у Каутского является необходимым», так как вопрос о пролетарской революции стал практически в порядок дня в ряде государств.
Ещё до выхода книги, 11 октября 1918 года, Ленин опубликовал в «Правде» критическую статью (имевшую аналогичное название) о брошюре Каутского:
Каутский, выпускает книгу о диктатуре пролетариата, то есть о пролетарской революции, книгу во сто раз более позорную, более возмутительную, более ренегатскую, чем знаменитые „Предпосылки социализма“ Бернштейна.
Статья была переправлена через границу РСФСР и вскоре была опубликована в Швейцарии. По мнению Ленина, Каутский извратил учение К. Маркса о диктатуре пролетариата и оклеветал опыт социалистической революции в России.

## Издания и переводы
В 1919 году книга «Пролетарская революция и ренегат Каутский» была издана в Германии, Австрии, Италии, Англии и Франции, а затем и в ряде других стран.